# Wazwan

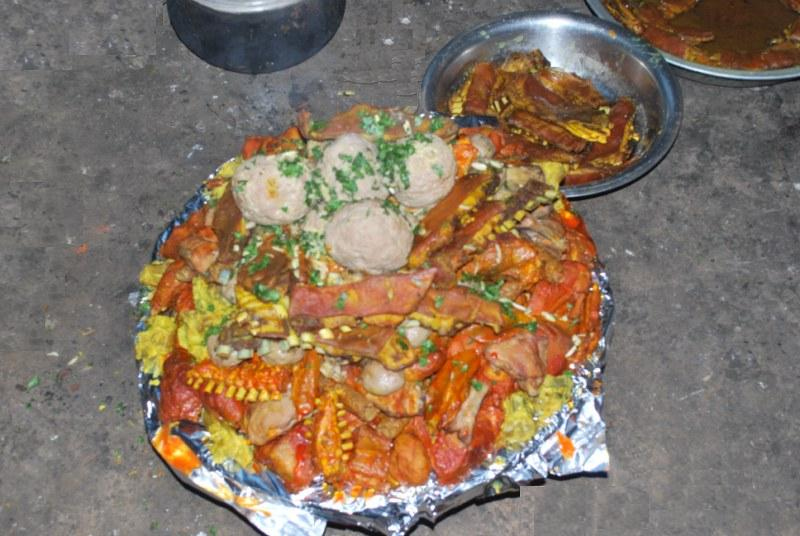
Wazwan auf einer Servierplatte (majma). Dieses Menü wird typischerweise den Schwiegereltern am Tag der Hochzeit oder wenige Tage davor präsentiert.

Wazwan ist eine mehrgängige Mahlzeit in der muslimischen Küche Kaschmirs, deren Zubereitung als Kunstform gilt. Nahezu alle Gerichte des Wazwan verwenden Fleisch (hauptsächlich Lamm oder Huhn). Seine Verbreitung erstreckt sich im ganzen Gebiet Kaschmirs, es wird auch in wenigen größeren indischen Hotels und Restaurants serviert. International ist Wazwan hauptsächlich auf kaschmirischen Kulturfesten und Begegnungstreffen angeboten.

## Geschichte

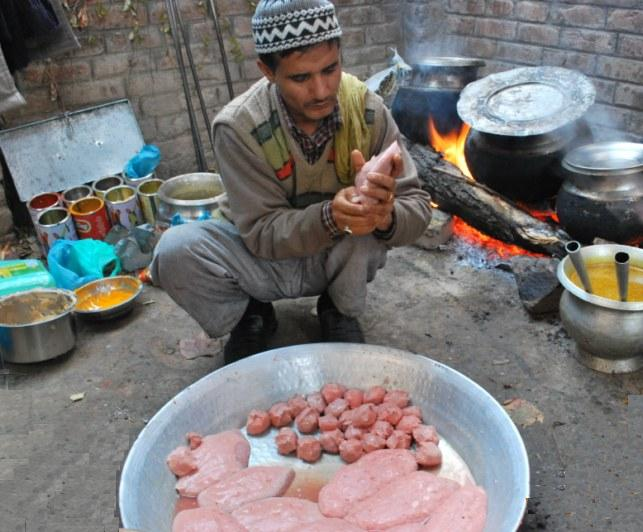
Ein waza bei der Zubereitung der Fleischbällchen (rista)

Das höchste formelle Festessen in Kaschmir ist das „königliche“ Wazwan. Von 36 Gängen bestehen zwischen 15 und 30 aus Fleischgerichten, die über Nacht zubereitet werden.
Die Gäste werden in Gruppen zu je vier Personen platziert und teilen sich das Essen aus einer großen Metallschüssel, genannt traem. Für die Muslime Kaschmirs beginnt die Mahlzeit mit der Anrufung Allahs und dem rituellen Waschen der Hände in einem tash-t-naer genannten Becken, das von Bediensteten herumgetragen wird. Anschließend werden die Servierplatten (traem) hereingetragen, auf denen Reis aufgetürmt ist, eingerahmt von zwei Schisch-Kebap-Spießen. Zudem enthalten sind, neben den ersten Gängen: vier Stücke: methi korma (Huhn oder Hammel, gewürzt mit einer Würzmischung aus getrocknetem Bockshornklee, methi), zwei tabakh maaz (zweimal gekochte Lammrippen, die zuerst mit Milch und gemahlenen Gewürzen geschmort und dann in Butter angebräunt werden), eine Portion safed kokur (Huhn in weißer Sauce), eine Portion zafran kokur (Huhn in Safransauce). Joghurt und Chutney werden separat in kleinen irdenen Schüsseln dazu gereicht.
Die restlichen bis zu zwanzig Gänge, werden im Anschluss von jener Person serviert, welche das Fleisch gekocht hat (waza). Sieben der Gerichte sind bei solchen Anlässen ein Muss: tabakh maaz, rista (Fleischbällchen in einer Paprika-Safran-Fenchel-Sauce, die mit Schminkwurz rot eingefärbt wurde), rogan josh, danwial korma (gebratenes Lamm mit Joghurt, Gewürzen und Zwiebelpürree, garniert mit Korianderblättern), aab gosh (Lammstücke, gekocht mit einer Gewürzmischung auf Fenchelbasis, Kardamom und teilweise kondensierter Milch), marchhwangan korma (gekochte Hühnerschenkel in einer würzigen Sauce aus gerösteten Zwiebeln) und gushtaba (Fleischbällchen, gekocht in einer würzigen Joghurtsauce). Die Mahlzeit endet mit dem Servieren der gushtaba. Die Höchstmenge an servierten Gängen hat heute 40 erreicht.

## Liste der Hauptgerichte
- Maithi maaz
- Rista (Fleischbällchen in einer feurig roten Sauce)
- Lahabi Kabab oder Moachi Kabab (flachgeklopfte Hammel-Kebapspieße in Joghurt gekocht)
- Waza Kokur (zwei Hühner(hälften) im Ganzen gekocht)
- Daeni Phoul (Gericht mit Hammelfleisch)
- Doudha Ras (Hammel, gekocht in einer süßen Milchsauce)
- Rogan Josh (zartes Lamm gekocht mit Gewürzen aus Kaschmir)
- Tabak Maaz (Lammrippen, in Joghurt gekocht und anschließend gebraten)
- Daniwal Korma (ein Curry mit Hammelfleisch und viel Koriander)
- Waza Palak (grüner Spinat, gekocht mit Hammelfleischbällchen, genannt Paliki Riste)
- Aab Gosh (Lamm, gekocht in einer milchigen Currysauce)
- Marchwangan Korma (ein sehr scharfes Lammgericht)
- Kabab (zerkleinertes Fleisch, auf Spießen über einem Kohlefeuer geröstet)
- Gushtaba (Fleischbällchen in weißer Joghurtsauce)
- Yakh'n (schwach gewürztes Curry auf Joghurtbasis)
- Ruwangan Chhaman (Käsestücke mit Tomatensauce)
- Dum Aelva (Kartoffeln, gekocht in Joghurtsauce)
- Muji Chetintin (scharfes Rettich- und Walnuss Chutney)
- Phirni (ein mit Grieß oder Reismehl eingedickter Pudding, der mit Kardamom und/oder Safran gewürzt wird und in separaten Schüsselchen oder Tassen mit gestiftelten Nüssen und Blattsilber dekoriert angerichtet wird)[3]